# Principio di ragion sufficiente
Il principio di ragion sufficiente viene definito da Gottfried Wilhelm Leibniz per distinguere le verità di fatto, o contingenti, dalle verità di ragione, cioè le verità necessarie o identiche. 

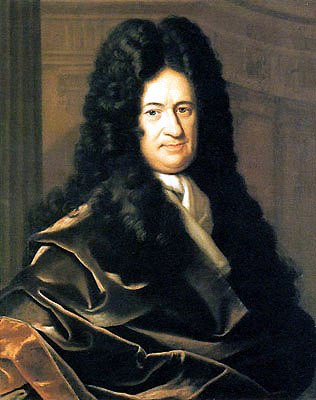
Gottfried Wilhelm Leibniz

## Leibniz
Il principio di ragion sufficiente è quello secondo il quale, per colui che conosca abbastanza bene le cose, si può dare una ragione che da sola sia sufficiente a spiegare una realtà di fatto. Ad esempio di fronte alla realtà di fatto di una nevicata sono in grado di spiegarla a priori, senza ricorrere a sperimentazioni, in base alla stagionalità (ragion sufficiente: quando è inverno nevica) anche se ad aver determinato la nevicata non sono quelle le sole cause, che in buona parte ignoro.
a) il principio di contraddizione, in virtù del quale giudichiamo falso ciò che implica contraddizione, e vero ciò che è opposto o contraddittorio al falso.
b) il principio di ragion sufficiente, in virtù del quale consideriamo che qualsiasi fatto non potrebbe essere vero o esistente, e qualsiasi enunciato non potrebbe essere veridico, se non ci fosse una ragion sufficiente del perché il fatto o l'enunciato è così e non altrimenti - per quanto le ragioni sufficienti ci risultino per lo più ignote.»
Per le verità di ragione vale invece il principio di non-contraddizione per il quale una proposizione non può essere contemporaneamente vera e falsa.
Mentre dunque per le verità di fatto posso ricorrere a una ragion sufficiente a spiegarla, ma potrebbe essercene un'altra diversa (nell'esempio della nevicata questa si verifica anche quando non è inverno) per le verità di ragione per esempio "il triangolo ha tre angoli"  tramite l'analisi (giudizio analitico) ne metto in evidenza una delle sue note caratteristiche (ha tre lati, ha tre angoli, la somma degli angoli interni è uguale a 180º...ecc.) e la esprimo nel predicato. Con il giudizio analitico quindi io non vado molto al di là del primitivo giudizio di identità che mi ha consentito poi di formulare il giudizio, in quanto il predicato era già contenuto nel soggetto (ha tre angoli era già implicito nel concetto di triangolo). Quindi il giudizio analitico, le "verità di ragione" non sono estensive della conoscenza. Ma d'altra parte hanno un rigore logico di necessità. Cioè una volta che io ho affermato che il triangolo è quello che ha tre angoli, non potrò nello stesso senso e nello stesso tempo affermare che il triangolo non ha tre angoli. Le verità di ragione una volta affermate non possono più esser negate e sono inoltre valide per tutti gli uomini dotati di ragione, sono universali.
Il principio di ragion sufficiente e si ricollega alla teoria leibniziana dell'armonia prestabilita:
(Nicola Abbagnano, Storia della filosofia, vol. II- La filosofia del Rinascimento - La filosofia moderna dei secoli XVII e XVIII, Torino 1993, p. 308)

## Kant
Immanuel Kant affermerà che il principio di ragion sufficiente può spiegare parzialmente il fatto ma «non produce la verità».

## Schopenhauer
Arthur Schopenhauer riprenderà la definizione di Christian Wolff sul principio di ragione sufficiente: 
e lo estenderà genericamente a quel principio per il quale ci si chiede di fronte a una realtà di fatto «Perché?», ciò che poi a ben vedere risulta essere una delle facoltà forniteci a priori nell'intelletto, oltre che una delle prerogative principali delle scienze comunemente intese.
Nell'approcciare ognuna delle seguenti classi di rappresentazione sarà sempre possibile, dunque, applicare tale principio, chiedendosi effettivamente ogni volta il perché, nello specifico, del divenire, del conoscere, dell'essere, dell'agire: a questo dunque intende riferirsi il filosofo adottando la definizione di "quadruplice radice", ovvero ad un insieme di conoscenze che effettivamente si differenziano l'una dall'altra in quanto all'oggetto conosciuto, ma ciononostante dimostrano, ad una più attenta analisi, di possedere un comune sostrato nella facoltà intellettiva.

## Nella Chiesa cattolica
Il Magistero della Chiesa cattolica riconosce il principio di ragion sufficiente come uno degli "incrollabili principi della metafisica" :
(Humani generis III)